# Castelul Nowy Sącz
Castelul Regal Nowy Sącz este un castel medieval din orașul Nowy Sącz, Polonia. Ruinele parțial restaurate a castelului datează din secolul al XIV-lea de pe timpul domniei lui Cazimir al III-lea cel Mare.

## Istorie
Edificiul a fost construit de către regele Cazimir cel Mare în 1350-1360 pe o pantă în fortificațiile de la Nowy Sącz, la confluența râurilor Dunajec și Kamienica. Inițial, castelul a avut două turnuri de colț, un donjon și o clădire rezidențială. Structura a fost separată de oraș printr-o șanț și un zid.
Printre locuitorii notabili se numără regele Ludovic I al Ungariei și Sfânta Regină Hedviga de Anjou. Un vizitator frecvent al castelului a fost Jogaila (regele Władysław Jagiełło). În următoarele secole a găzduit mai puțini monarhi polonezi și a devenit un loc de reședință pentru starosta localnică. Între 1611-1615 castelul a fost reconstruit în stil manierist pentru Sebastian și Stanisław Lubomirski potrivit disignului lui Maciej Trapola. La acel moment castelul avea 40 de camere bine echipate. În timpul Potopului din 1655 castelul a fost aproape complet distrus de către trupele suedeze-brandenburge. Din acel moment, clădirea de locuit a început să se ruineze.
Structura castelului a fost distrusă din nou în 1945, la sfârșitul celui de-Al Doilea Război Mondial, atunci când acesta a fost folosit ca magazie pentru munițiile germanilor și a fost site-ul execuțiilor în masă. El face parte din zidurile orașului, rămase în apropiere.